# Alexander Fischer
Alexander Fischer (ur. 16 września 1986 w Holte) – duński piłkarz występujący na pozycji obrońcy, po zakończeniu kariery zawodniczej trener piłkarski.

## Kariera zawodnicza

### Lyngby BK
W 1997 dołączył do akademii Lyngby BK. W 2005 został przesunięty do pierwszej drużyny. Zadebiutował 2 września 2007 w meczu Superligaen przeciwko FC Midtjylland (1:2).

### Randers FC
1 lipca 2009 podpisał kontrakt z klubem Randers FC. Zadebiutował 9 lipca 2009 w meczu kwalifikacji do Ligi Europy przeciwko Linfield F.C. (0:3). W lidze zadebiutował 2 sierpnia 2009 w meczu przeciwko FC Nordsjælland (2:2). Pierwszą bramkę zdobył 23 września 2009 w meczu Pucharu Danii przeciwko Vejen SF (0:9). Pierwszą bramkę w lidze zdobył 22 marca 2010 w meczu przeciwko Brøndby IF (1:1). W sezonie 2010/11 jego zespół zajął przedostatnie miejsce w tabeli i spadł do niższej ligi. W sezonie 2011/12 jego drużyna zdobyła wicemistrzostwo 1. division i awansowała do Superligaen.

### Viborg FF
19 sierpnia 2017 przeszedł do drużyny Viborg FF. Zadebiutował 20 sierpnia 2017 w meczu 1. division przeciwko Fremad Amager (0:6), w którym zdobył swoją pierwszą bramkę. W sezonie 2020/21 jego zespół zajął pierwsze miejsce w tabeli i awansował do Superligaen.

### Skive IK
Latem 2021 został piłkarzem Skive IK, w którym jednocześnie pełnił funkcję asystenta trenera. W tym zespole zadebiutował 3 sierpnia 2021 w spotkaniu Pucharu Danii z Fuglebakken KFUM (2:0). Po sezonie 2021/22 zakończył karierę piłkarską.

## Kariera trenerska
12 lipca 2022 został pierwszym trenerem Skive IK. Pełnił tę funkcję do 25 września 2023. Następnie od stycznia do czerwca 2024 trenował Young Boys FD.

## Statystyki
| Klub               | Sezon              | Liga               | Liga  | Liga   | Puchar kraju | Puchar kraju | Europa | Europa | Suma  | Suma   |
| Klub               | Sezon              | Liga               | Mecze | Bramki | Mecze        | Bramki       | Mecze  | Bramki | Mecze | Bramki |
| ------------------ | ------------------ | ------------------ | ----- | ------ | ------------ | ------------ | ------ | ------ | ----- | ------ |
| Lyngby BK          | 2007/08            | Superligaen        | 20    | 0      | 0            | 0            | –      | –      | 20    | 0      |
| Lyngby BK          | 2008/09            | 1. division        | 21    | 0      | 3            | 0            | –      | –      | 24    | 0      |
| Lyngby BK          | Ogólnie            | Ogólnie            | 41    | 0      | 3            | 0            | 0      | 0      | 44    | 0      |
| Randers FC         | 2009/10            | Superligaen        | 18    | 2      | 1            | 1            | 2      | 0      | 21    | 3      |
| Randers FC         | 2010/11            | Superligaen        | 27    | 2      | 6            | 0            | 5      | 0      | 38    | 2      |
| Randers FC         | 2011/12            | 1. division        | 23    | 1      | 2            | 0            | –      | –      | 25    | 1      |
| Randers FC         | 2012/13            | Superligaen        | 29    | 3      | 5            | 1            | –      | –      | 34    | 4      |
| Randers FC         | 2013/14            | Superligaen        | 26    | 0      | 0            | 0            | 0      | 0      | 26    | 0      |
| Randers FC         | 2014/15            | Superligaen        | 33    | 1      | 2            | 0            | –      | –      | 35    | 1      |
| Randers FC         | 2015/16            | Superligaen        | 25    | 0      | 1            | 0            | 4      | 0      | 30    | 0      |
| Randers FC         | 2016/17            | Superligaen        | 16    | 1      | 2            | 0            | –      | –      | 18    | 1      |
| Randers FC         | 2017/18            | Superligaen        | 2     | 0      | 0            | 0            | –      | –      | 2     | 0      |
| Randers FC         | Ogólnie            | Ogólnie            | 199   | 10     | 19           | 2            | 11     | 0      | 229   | 12     |
| Viborg FF          | 2017/18            | 1. division        | 27    | 1      | 1            | 0            | –      | –      | 28    | 1      |
| Viborg FF          | 2018/19            | 1. division        | 30    | 0      | 0            | 0            | –      | –      | 30    | 0      |
| Viborg FF          | 2019/20            | 1. division        | 26    | 0      | 3            | 1            | –      | –      | 29    | 1      |
| Viborg FF          | 2020/21            | 1. division        | 20    | 0      | 2            | 0            | –      | –      | 22    | 0      |
| Viborg FF          | Ogólnie            | Ogólnie            | 103   | 1      | 6            | 1            | 0      | 0      | 109   | 2      |
| Skive IK           | 2021/22            | 2. division        | 31    | 0      | 2            | 0            | –      | –      | 33    | 0      |
| Skive IK           | Ogólnie            | Ogólnie            | 31    | 0      | 2            | 0            | 0      | 0      | 33    | 0      |
| Ogólnie w karierze | Ogólnie w karierze | Ogólnie w karierze | 374   | 11     | 30           | 3            | 11     | 0      | 415   | 14     |

## Sukcesy

### Randers FC
- Wicemistrzostwo 1. division (1×): 2011/2012

### Viborg FF
- Mistrzostwo 1. division (1×): 2020/2021
- Wicemistrzostwo 1. division (2×): 2018/2019, 2019/2020